# Zaphne verticina
Zaphne verticina är en tvåvingeart som först beskrevs av Zetterstedt 1838.  Zaphne verticina ingår i släktet Zaphne och familjen blomsterflugor. Arten är reproducerande i Sverige. Inga underarter finns listade i Catalogue of Life.